# Душан Д. Вуксан
Душан Д. Вуксан (Медак, 3. јул 1881 — Београд, 24. децембар 1944) био је српски филолог и историчар. Бавио се проучавањем књижевне, културне, друштвене и политичке историје српског народа, са посебним тежиштем на проучавању нововековне историје Црне Горе, Боке Которске и Херцеговине током 18. и 19. века. Такође се бавио археографском обрадом и описивањем старих српских рукописних књига.

## Биографија
Рођен је у селу Медак код Госпића у Лици. Потицао је из српске православне породице. Студије из области славистике и класичне филологије завршио је на Свеучилишту у Загребу. Потом је радио као наставник у Бјеловару, а затим се преселио у Краљевину Црну Гору, где је од 1910. до 1913. године радио као наставник латинског и српског језика у гимназији на Цетињу. Током наредних година, радио је као наставник у новоустановљеним гимназијама у Пећи и Беранама, а такође је обављао и дужност управника у поменутим установама. Касније је био просветни инспектор Зетске области, а потом и управник учитељске школе у Беранама. За директора Цетињске гимназије постављен је 1926. године, а уједно је постао и постао вршилац дужности управника Државног музеја на Цетињу. Недуго потом, напустио је функцију директора гимназије, посветивши се истраживачким и научним пословима у Државном музеју.
Препознавши изузетан значај архивске грађе која је чувана у фондовима Државног музеја, у потпуности се посветио сређивању и темељном проучавању архивског материјала, који је највећим делом потицао из 18. и 19. века. Непосредан увид у историјске изворе из поменутог раздобља, који су великим делом били непроучени и необјављени, омогућио му је да у својим радовима расветли многа кључна питања из нововековне историје српског народа у областима Црне Горе, Боке Которске и Херцеговине, а његови научни радови су управо захваљујући својој непосредној утемељености на историјским изворима задржали трајну вредност. У намери да архивску грађу учини доступном најширој стручној и осталој јавности, покренуо је 1927. године стручни часопис под називом Записи, који је излазио све до 1941. године. У том раздобљу, на страницама овог часописа објавио је готово 4500 докумената.
Почевши од 1936. године живео је у Београду, посветивши се даљем сређивању и објављивању прикупљене грађе. Укупно је приредио три посебне збирке докумената, под називима: Споменица Петра II Петровића-Његоша (1926); Петар I Петровић Његош: Посланице Црногорцима, Брђанима и Приморцима (1935); Писма Петра Петровића Његоша (1940). Највећи број научних радова и стручних прилога објавио је у виду краћих расправа у разним периодичним публикацијама. Његово најзначајније дело била је монографија под насловом: Петар I Петровић Његош и његово доба (1951) која је штампана након његове смрти.

## Важнији радови
- Вуксан, Душан Д., ур. (1926). Споменица Петра II Петровића-Његоша - владике Рада: 1813-1851-1925. Цетиње: Главни одбор за пренос Његошевих кости.
- Вуксан, Душан Д., ур. (1935). Петар I Петровић Његош: Посланице Црногорцима, Брђанима и Приморцима. Цетиње: Цетињско историјско друштво.
- Вуксан, Душан Д., ур. (1940). Писма Петра Петровића Његоша. Београд: Државна штампарија Краљевине Југославије.
- Вуксан, Душан Д. (1951). Петар I Петровић Његош и његово доба. Цетиње: Народна књига.